# Acacia lineata
Acacia lineata är en ärtväxtart som beskrevs av George Don jr. Acacia lineata ingår i släktet akacior, och familjen ärtväxter. Inga underarter finns listade i Catalogue of Life.